# Белая ночь (песня)
«Белая ночь» — песня Александра Морозова. Получила широкую известность после исполнения Виктором Салтыковым с группой «Форум» в 1984 году.

## Издания

### В дискографии группыФорум
- «Белая ночь» (1984)

### В дискографииВиктора Салтыкова
- «Свожу с ума» (ремиксы) (1995)

## Дополнительные факты
- Песню «Белая ночь» Виктор Салтыков исполнял вместе с Иваном Ургантом и командой телепередачи «Вечерний Ургант» на итальянском языке в стиле фильма Эльдара Рязанова «Невероятные приключения итальянцев в России»[1][значимость факта?].
- «Белая ночь» вошла в саундтрек телесериала «Восьмидесятые». Песню «Белая ночь» также можно услышать в конце 2-й серии 1 сезона сериала Мир! Дружба! Жвачка![значимость факта?].
- Композиция также входила в репертуар поп-дуэта «Чай вдвоём» и панк-супергруппы «Приключения Электроников»[значимость факта?].
- Пост-панк группа Черниковская Хата сделала сумрачную и мелодичную кавер песни, которая стала популярной в думерских кругах[источник?], в интернете получила миллионы прослушиваний на Spotify[2].
- В 2024 году песня Виктора Салтыкова «Белая ночь» была исполнена на празднике выпускников «Алые Паруса-2024»[значимость факта?].